# Crank (film)
Crank er en amerikansk actionfilm fra 2006, der er skrevet og instrueret af Neveldine/Taylor i deres debut som instruktører. De medvirkende tæller Jason Statham, Amy Smart, Jose Pablo Cantillo, Efren Ramirez og Dwight Yoakam. Filmens titel kommer fra slangorde for metamfetamin. Filmen handler om Chev Chelios, der er lejemorde i Los Angeles, som bliver forgiftet med et syntetisk stof, der gør at han blive nødt til at holde sit adrenalin-niveau højt for at holde sig i live, alt imens han forsøger at finde den person, som har forgiftet ham.
Filmen modtog generelt gode anmeldelser.
Den indspillede for $42,9 mio. mod et budget på $12 mio, og den blev efterfulgt af Crank: High Voltage i 2009.

## Medvirkende
- Jason Statham som Chev Chelios
- Amy Smart som Eve Lydon
- Jose Pablo Cantillo som Ricky Verona
- Carlos Sanz som Carlito
- Dwight Yoakam som Doc Miles
- Efren Ramirez som Kaylo
- Keone Young som Don Kim
- Reno Wilson som Orlando
- Sam Witwer som Henchman
- Jay Xcala som Alex Verona
- Chester Bennington som Pharmacy stoner (cameo)
- Glenn Howerton som Doctor
- Valarie Rae Miller som Chocolate
- Noel Gugliemi som Warehouse Rooftop Hood

## Eksterne Henvisninger
- Crank på Internet Movie Database (engelsk)
- Crank på Filmdatabasen
- Crank på Scope
- Crank i Svensk Filmdatabas (svensk)
- Crank på AlloCiné (fransk)
- Crank på MovieMeter (nederlandsk)
- Crank på AllMovie (engelsk)
- Crank hos American Film Institute (engelsk)
- Crank på Turner Classic Movies (engelsk)
- Crank på The Movie Database (engelsk)